# Zeppelin NT

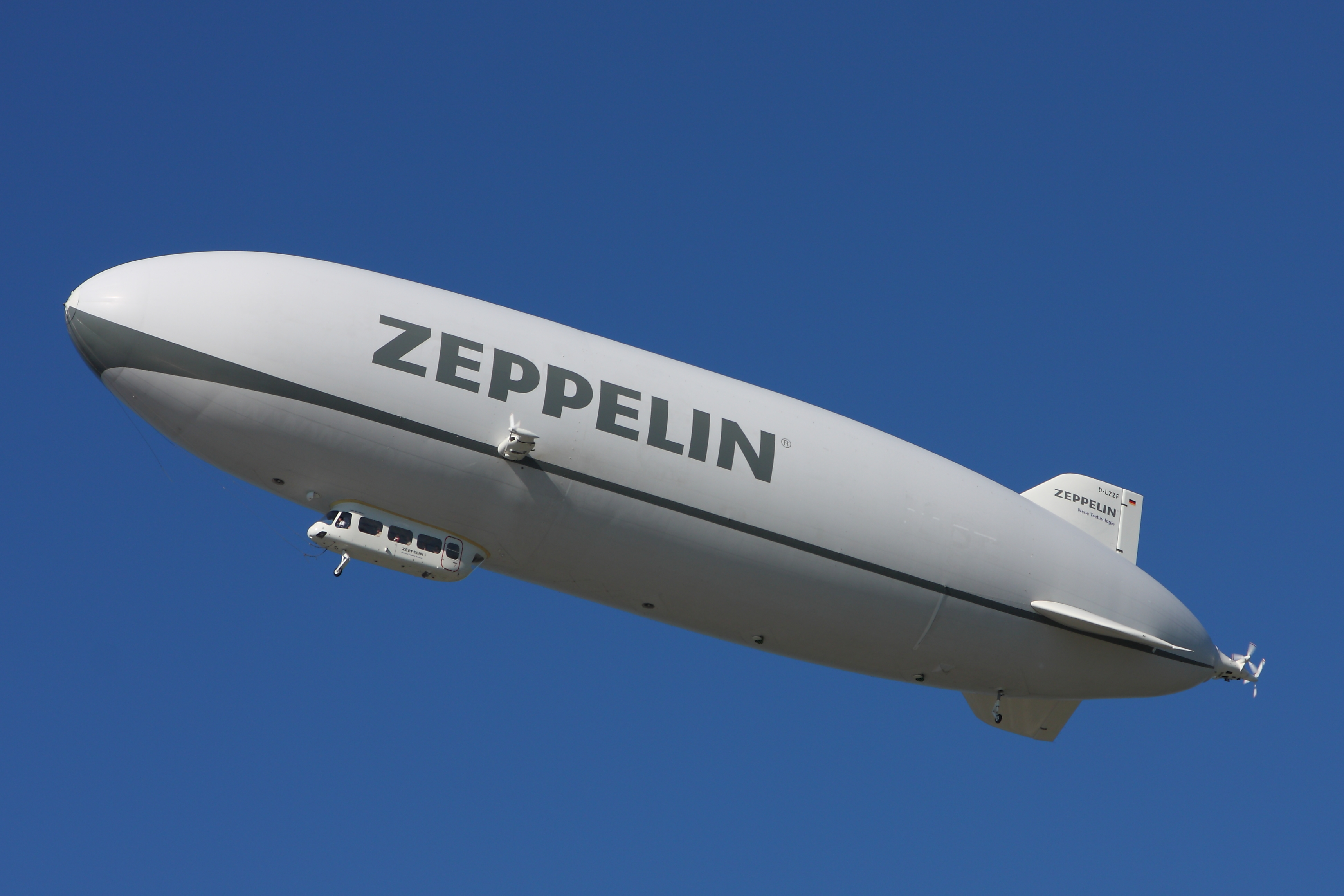
Zeppelin NT

El Zeppelin NT (NT del alemán Neue Technologie: nueva tecnología) es un tipo de dirigible que usa el helio como gas de sustentación, que se fabrica desde la década de 1990 por la compañía alemana Zeppelin Luftschifftechnik GmbH (ZLT) en Friedrichshafen. El modelo inicial es el NT07. La compañía se considera sucesora de las empresas fundadas por Ferdinand von Zeppelin, que construyeron y operaron los muy exitosos dirigibles Zeppelin en el primer tercio del siglo XX. Hay, sin embargo, una serie de diferencias notables entre el Zeppelin NT y las aeronaves de esos días, así como entre el Zeppelin NT y los dirigibles no rígidos habituales conocidos como blimps. El Zeppelin NT es clasificado como un dirigible semirrígido. 